# 파비우스 전략
파비우스 전략( -  戰略, 영어: Fabian strategy)은 맞서 싸우지 않고 싸움을 지연시키고 소모전을 통하여 상대편을 지치게 하는 군사전술이다. 지구전법으로도 불린다.
역사적으로 공화정 로마와 카르타고의 명장 한니발이 맞서 싸운 제2차 포에니 전쟁 당시 로마의 장군이던 퀸투스 파비우스 막시무스의 전술에서 그 유래를 찾을 수 있다. 전술자체의 이름도 파비우스의 이름에서 따왔다. 한니발이 무서운 기세로 로마군을 유린하자 로마 원로원은 파비우스를 독재관으로 임명했다. 파비우스는 무조건 싸움에 응하지 않고 한니발을 추격하면서도 한니발이 적극적인 전투를 걸어오면 도망다니는 지연전술로 적군의 소모를 기다리는 작전을 폈다. 비록 이 작전은 로마의 동맹도시들에 대한 희생이 너무나 크고 적극적인 전술을 주장하자는 불만이 많았기 때문에 파비우스는 곧 실각했으나 이에 벌어진 칸나에 전투에서 로마군이 역사상 최대의 참패를 당하자 파비우스는 다시 집정관에 뽑히고 이후로 로마의 주된 전술로 이 지구전법을 채택하여 상당한 효과를 거두었다. 이러한 전술은 후에 역사적으로 많이 사용되는데 유명한 것은 미국 독립전쟁때 조지 워싱턴이 사용하여 "미국의 파비우스"라는 별명까지 얻었던 것과 나폴레옹의 침공과 제2차 세계 대전 당시 독일 나치의 침공에 맞서싸운 러시아의 기본전술이 이 파비우스 전술을 따른 것으로 유명하다. 또한 영국의 사회주의 운동인 페이비언 협회의 모토도 바로 이 전술에서 유래한다.

## 같이 보기
- 손자병법
- 섬멸전
- 유격전